# Bernhard Fleckenstein (Mediziner)
Bernhard Winfried Fleckenstein (* 10. August 1944 in Würzburg; † 4. Mai 2021) war ein deutscher Humanmediziner mit dem Schwerpunkt Virologie. Von 1978 bis 2012 war er Inhaber des Lehrstuhls für Klinische Virologie und Leiter des Instituts für Klinische und Molekulare Virologie der Friedrich-Alexander-Universität Erlangen-Nürnberg.

## Leben
Bernhard Fleckenstein wurde geboren als Sohn des Pharmakologen und Physiologen Albrecht Fleckenstein und seiner Ehefrau Ilse, geb. Brabandt. Nach dem Besuch eines humanistischen Gymnasiums studierte Fleckenstein ab 1963 an den Universitäten in Freiburg und Wien Medizin. Von 1969 an arbeitete er nach dem Medizinischen Staatsexamen als Medizinalassistent in den Städtischen Krankenanstalten Karlsruhe und der Chirurgischen Klinik der medizinischen Akademie in Lübeck. Schließlich promovierte er 1970 im Fach Physiologie an der Universität Freiburg.
In den Jahren 1970 bis 1975 arbeitete Fleckenstein als wissenschaftlicher Assistent an den Universitäten Göttingen und Erlangen-Nürnberg. Nach seiner Habilitation 1975 für das Fach Virologie war er zunächst als Privatdozent am Institut für Klinische Virologie in Erlangen tätig. 1976 ging er als Associate Professor of Microbiology and Molecular Genetics an die Harvard Medical School in Boston. Nach seiner Berufung auf den Lehrstuhl für Klinische Virologie der Universität Erlangen-Nürnberg kehrte er nach Deutschland zurück. Seinem Institut blieb Fleckenstein verbunden. Rufe auf den Lehrstuhl für Virologie der Universität Freiburg 1987 und den Lehrstuhl für Virologie der Ludwig-Maximilians-Universität München 1994 lehnte er ab. 2012 wurde er emeritiert.
Fleckenstein war Gründungsmitglied der Gesellschaft für Virologie (GfV) und Präsident (1990–1996), Altpräsident und Ehrenmitglied der GfV. Er war Mitglied der Deutschen Akademie der Naturforscher Leopoldina (seit 1996) und der Akademie der Wissenschaften und der Literatur zu Mainz. 1992 wurde er als ordentliches Mitglied in die Academia Europaea aufgenommen. Außerdem war er Leiter des Nationalen Referenzzentrums für Retroviren.

## Ehrungen und Auszeichnungen
- 1991: Aronson-Preis des Landes Berlin
- 1991: Max-Planck-Forschungspreis (zusammen mit Ronald C. Desrosiers, Harvard Medical School)
- 2003: Verdienstorden der Bundesrepublik Deutschland (Verdienstkreuz am Bande)
- 2006: Bayerischer Verdienstorden